# Winterthurer Bibliotheken
Die Winterthurer Bibliotheken sind das Bibliothekssystem der öffentlichen Bibliotheken der Stadt Winterthur. Hierzu gehören die Stadtbibliothek mit der Sammlung Winterthur (inklusive der ehemaligen Sondersammlungen) sowie sechs Quartierbibliotheken.

## Geschichte
Die erste Winterthurer Bibliothek, damals «Bürgerbibliothek» genannt, wurde am 1. November 1660 von vier Exponenten des Musikkollegiums gegründet. Die erste Bleibe war 1661 das Hinwilerhaus (heute Rathaus-Apotheke), doch bereits ein Jahr später wechselte man ins Rathaus, wo die Bibliothek bis Anfang des 19. Jahrhunderts blieb. Damals war die Bibliothek noch eine Einrichtung für die politische und wirtschaftliche Elite, erst mit der Aufklärung entwickelte sich die Bürgerbibliothek zu einer Ausleihbibliothek für die gesamte Bevölkerung. In der Anfangsphase sammelte die Bibliothek neben Büchern auch viele Kuriositäten wie Muscheln und andere Sachen – diese Bestände sind heute im Naturmuseum und im Münzkabinett zu finden.
Bis zum Ende des 15. Jahrhunderts waren Bibliotheken Kirchen, Pfarrherren und Ordensgemeinschaften vorbehalten. Im Kloster Töss befand sich eine bedeutendere Bibliothek. Eine neue Entwicklung gab es durch den Humanismus und die Reformation. 1593 wurde von Rodolfus Hospinianus, Archidiakon und Pfarrer am Fraumünster in Zürich erstmals angeregt, in Winterthur eine öffentliche Bürgerbibliothek zu errichten. Winterthur hatte sich vor der Bibliotheksgründung zu einem Zentrum entwickelt, die Gewerbefreiheiten wurden von den Herren in Zürich erweitert. 1629 wurde das Musikkollegium Winterthur gegründet. Aus diesem Umfeld wurde eine Bürger-Bibliothek nach dem Vorbild von Zürich und Schaffhausen angeregt. Am 6. Mai 1660 haben die Gründungsväter bei einem Spaziergang auf dem Heiligberg das Vorgehen diskutiert, die Gründung wurde am 11. November 1660 im Pfarrhaus beschlossen. Innerhalb von wenigen Wochen waren schon 586 Bücher zusammen. Am 2. Dezember 1662 erfolgte der Umzug vom Hinwilerhaus in das alte Rathaus. Dort blieb die Bibliothek für 180 Jahre.
Ab 1727 stand auch ein Bibliothekskatalog zur Verfügung. Ab 1777 wurde in gedruckter Form ein «Verzeichnis einiger auserlesener Bücher» herausgebracht, was damals noch nicht üblich war. Von 1782 bis 1784 wurde die Bibliothek vorübergehend ins Waaghaus gebracht, weil das alte Rathaus teils abgerissen und durch den heutigen Bau ersetzt wurde bzw. den totalrenoviert wurde. 1835 veröffentlichte Johann Conrad Troll erstmals die Geschichte der Bürgerbibliothek. 1842 erfolgte der Umzug der Bibliothek in das neu erstellte Knaben-Schulhaus, das später Gymnasium genannt wurde und heute als Museum Oskar Reinhart bekannt ist. Ab 1872 hiess die Bürgerbibliothek neu Stadtbibliothek. Zu Beginn des 20. Jahrhunderts positionierte sich die Institution in der damaligen Bibliothekslandschaft als allgemeine Bildungsbibliothek. Bis 1914 war die Bibliothek im Besitz der Bürgergemeinde. Am 2. Januar 1916 wurde an der Museumstrasse ein neues Museums- und Bibliotheksgebäude eröffnet, in das die Stadtbibliothek einzog. 1931 wurde der ganze Bestand neu katalogisiert. Am 5. Juli 2003 wurde die neue Stadtbibliothek am Kirchplatz eröffnet. Sie war die erste voll elektronisch gesteuerte Bibliothek Europas.

## Neujahrsblatt
Die Winterthurer Bibliotheken geben schon seit langem sogenannte jährliche Neujahrsblätter heraus. Diese Publikationen in Buchform widmen sich jedes Jahr einem anderen Thema aus der Winterthurer Stadt- und Regionalgeschichte und sind eine wichtige Quelle, wenn es um die Winterthurer Stadtgeschichte geht. Im Jahr 2020 erschien das 357. Neujahrsblatt. Das erste Neujahrsblatt lässt sich im Jahr 1665 nachweisen, als ein Kupferstich mit einem Text darauf herausgegeben wurde.

## Archivbestand
Die Stadtbibliothek hat einen Bestand von 620'000 Büchern und führt 1'800 Zeitschriften und 45 Zeitungen im Angebot. Im Jahr 2008 wurden 1'340'144 Medien ausgeliehen, wovon 773'343 Ausleihen auf Bücher entfielen. Die Internetstationen in der Stadtbibliothek werden von bis zu 150 Personen am Tag benützt. Der Bestand der Winterthurer Bibliotheken ist grösstenteils online durchsuchbar.

### Sammlungen der Winterthurer Bibliotheken
In den Beständen der Sammlungen der Winterthurer Bibliotheken (bis 2015 als Sondersammlung bekannt) sind 38'000 Handschriften, 150 Nachlässe, 5'300 Autographen, 3'200 Mikrofilme, 150'000 Fotos und graphische Blätter, 19'000 Wappen, 12'400 Exlibris, 10'000 Landkarten, 8'500 Notendrucke, 5'900 CDs, 3'000 Videos und 6'950 Schallplatten. In den Sondersammlungen ist das Archiv des Schweizerischen Ex Libris Clubs einsehbar. Die Bildersammlung enthält Bilddokumente der Region Winterthur von den letzten Jahrhunderten bis zur Gegenwart. Es werden Nachlässe und Dokumente von diversen Personen, die mit Winterthur in Verbindung stehen, gesammelt. Dazu gehören u. a. Richard Bühler, Jonas Furrer, Rudolf Hunziker, Friedrich Gubler-Corti, Georg Reinhart, Hans Reinhart, Werner Reinhart und viele mehr. Das Musikarchiv beinhaltet unter anderem das Archiv des Musikkollegiums Winterthur, der Rychenberg-Stiftung und Bestände aus Winterthurer Musikverlagen. In den Sammlungen ist auch eine Bibliografie von Zeitungs- und Zeitschriftenartikeln untergebracht, die bis 1991 noch den ganzen nördlichen Teil des Kantons umfasste, inzwischen aber auf das Gebiet der Stadt Winterthur und der umliegenden Gemeinden zusammengeschrumpft ist.

## Service

### Leseförderung
Die Bibliotheken führen diverse Veranstaltungen der Leseförderung bei Kindern durch. Seit Sommer 1999 wird alle zwei Jahre ein Lesesommer veranstaltet, an dem jeweils 2–3'000 Kinder teilnehmen. Wer dabei an 30 Tagen im Sommer mindestens 15 Minuten liest bzw. etwas vorgelesen bekommt darf an einer Abschlussveranstaltung teilnehmen, erhält ein T-Shirt und kann verschiedene Preise gewinnen.

### Integrationsbibliothek
Unter dem Titel "Integrationsbibliothek" führen die Winterthurer Bibliotheken Kinder- und Erwachsenenbücher in elf verschiedenen Fremdsprachen. In den Quartierbibliotheken ist jeweils ein reduzierter Umfang von ein bis drei verschiedenen Sprachen erhältlich.

### Radiosendungen
In Zusammenarbeit mit Radio Stadtfilter beteiligen sich die Bibliotheken an zwei verschiedenen Sendeformaten. Jeweils einmal im Monat produzieren die Bibliotheken eine Folge der Kindersendung «Radio Gwunder». Ausserdem beteiligen sich die Bibliotheken an diversen Ausgaben des Literaturmagazin «Seitenwind».

## Personal
In den Winterthurer Bibliotheken arbeiten zurzeit 69 Mitarbeitende und 3 Auszubildende, wobei der grösste Teil der Belegschaft in der Stadtbibliothek beschäftigt ist.